# حصار سرخ (فريمان)
حصار سرخ (بالفارسية: حصارسرخ) هي قرية تقع في قسم سنغ بست الريفي في إيران. يقدر عدد سكانها بـ 140 نسمة بحسب إحصاء 2016.